# Space-Based Infrared System

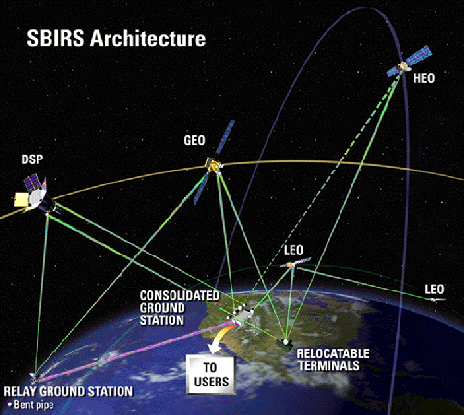
Aufbau des SBIRS-Systems aus den GEO, HEO und Low-Komponenten

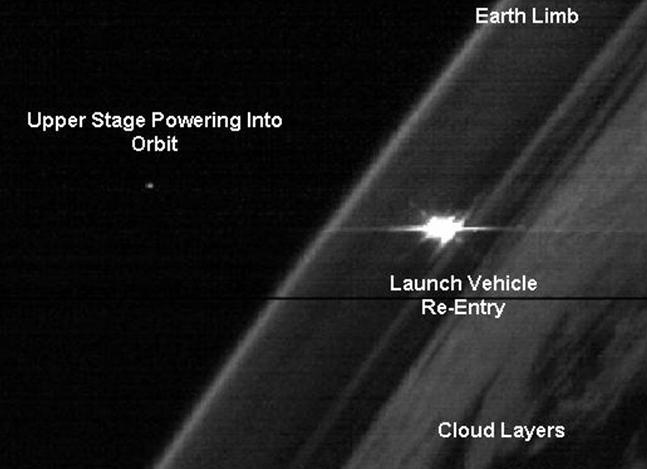
Beobachtung eines Raketenstarts durch den SBIRS-HEO-1 Satelliten: Links oben die zweite Stufe der Rakete, rechts die in der Erdatmosphäre verglühende erste Stufe

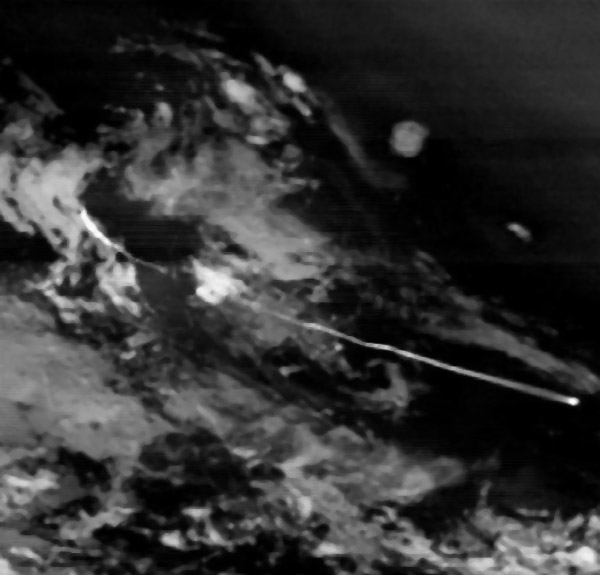
Beobachtung eines Raketenstarts durch den SBIRS-HEO-2 Satelliten

Das Space-Based Infrared System (SBIRS, englisch für weltraumgestütztes Infrarotsystem) ist ein US-amerikanisches System von Raketen-Frühwarn-Militärsatelliten, das die Nachfolge des Defense Support Programs (DSP) antritt.

## Geschichte
Das DSP bildet seit etwa 30 Jahren die Weltraumkomponente der Raketenvorwarnung und -abwehr. Das Verteidigungsministerium der Vereinigten Staaten (DoD) hat bereits seit den 1980er Jahren mehrfach versucht, ein Nachfolgesystem für das DSP zu entwickeln:
- das Advanced Warning System (AWS) in den frühen 1980er
- das Boost Surveillance and Tracking System (BSTS) in den späten 1980er Jahren
- das Follow-on Early Warning System (FEWS) in den frühen 1990er Jahren

Nach Angaben des Government Accountability Office (GAO) scheiterten diese Versuche an unausgereifter Technik, hohen Kosten und Budgetverfügbarkeiten.
Das Verteidigungsministerium entschied auf Grund der Erfahrungen während des Zweiten Golfkriegs (1991), dass eine Erweiterung der Fähigkeiten zur Frühwarnung vor taktischen Kurzstreckenraketen benötigt wird. 1994 wurde wegen dieser Notwendigkeiten SBIRS als ein System ausgewählt, das sowohl Vorwarnung vor diesen als auch vor den strategischen Langreichweitenwaffen bietet.
SBIRS verwendet fortschrittlichere Infrarot-Technologien als DSP, um die Fähigkeit zum Aufspüren von strategischen und taktischen Raketenstarts und die Genauigkeit der Flugbahnverfolgung zu verbessern. So sind die Detektoren zum Beispiel dreimal so empfindlich, wie die der DSP-Serie.
Das SBIRS-Programm kämpft seit Beginn der Entwicklung mit stetig steigenden Kosten, die zu mehrfachen Überschreitungen des  Nunn-McCurdy Amendment in den Jahren 2003, 2005, 2006 und 2007 führten. Die Gesamtkosten des Systems werden gegenwärtig mit zehn Milliarden US-Dollar veranschlagt. 2006 beschloss das Verteidigungsministerium als Gegenmaßnahme gegen die massiven Kostenüberschreitungen, das Konzept für eine technologisch einfachere und kostengünstigere Alternative, das Alternative Infrared Satellite System (AIRSS), zu erarbeiten.

## SBIRS-High
Die SBIRS-High-Komponente des Systems ermöglicht die Beobachtung von Raketenstarts aus großer Höhe. Sie entspricht damit funktionell dem bisherigen DSP-System, jedoch mit deutlich gesteigerter Genauigkeit und Empfindlichkeit. SBIRS-High besteht aus zwei unterschiedlichen Subkomponenten:
- den SBIRS-GEO Satelliten in einer geostationären Umlaufbahn
- den SBIRS-HEO Nutzlasten, die sich als Zusatznutzlast an Bord anderer, in einer hochelliptischen Umlaufbahn befindlichen Militärsatelliten befinden.

Die gegenwärtige Planung umfasst sechs GEO-Satelliten und vier HEO-Nutzlasten.

### SBIRS-GEO

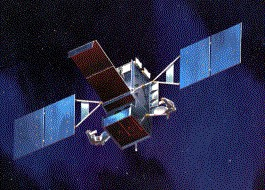
SBIRS-GEO-Satellit

SBIRS-GEO besteht aus eigenständigen Satelliten in einer geostationären Umlaufbahn. Diese Satelliten besitzen einen kubischen Satellitenkörper mit zwei Solarzellenauslegern und sind dreiachsenstabilisiert. Jeder SBIRS-GEO-Satellit trägt zwei SBIRS-Sensoren. Im Gegensatz zu den DSP-Satelliten besitzen die SBIRS-GEO-Satelliten einen Apogäumsmotor für den Einschuss in die geostationäre Umlaufbahn. Die Masse der Satelliten ist nicht veröffentlicht, jedoch ist aus den Leistungsdaten der vorgesehenen Startraketen abzuleiten, dass die Startmasse zwischen 4210 kg und 4950 kg liegt.
Hauptauftragnehmer für die Sensoren ist Lockheed Martin in Zusammenarbeit mit Northrop Grumman (vormals TRW) als größtem Unterauftragnehmer. Lockheed Martin ist außerdem für die Satellitenstrukturen verantwortlich, die auf dem kommerziellen Modell A2100 basieren.
GEO 1 wurde im Mai 2011 in die Erdumlaufbahn gebracht, der Start von GEO 2 erfolgte am 19. März 2013. Die Beschaffung von GEO 3 war zunächst nicht gesichert und von den Erfahrungen mit den zuerst gestarteten SBIRS-Sensoren abhängig. 2007 beschloss die US Air Force die Beschaffung eines dritten GEO-Satelliten mit der Option auf einen vierten Satelliten. Im Januar 2011 erteilte die US Air Force die Genehmigung, mit dem Bau des vierten Satelliten zu beginnen. Aufträge für den fünften und sechsten Satelliten wurden im März 2013 erteilt.
| Satellit    | USA-Bez. | Datum           | Startort      | Trägerrakete  | Anmerkungen |
| ----------- | -------- | --------------- | ------------- | ------------- | ----------- |
| SBIRS-GEO 1 | USA 230  | 7. Mai 2011     | CCAFS, SLC-41 | Atlas V (401) | Erfolg      |
| SBIRS-GEO 2 | USA 241  | 19. März 2013   | CCAFS, SLC-41 | Atlas V (401) | Erfolg      |
| SBIRS-GEO 3 | USA 273  | 21. Januar 2017 | CCAFS, SLC-41 | Atlas V (401) | Erfolg      |
| SBIRS-GEO 4 | USA 282  | 19. Januar 2018 | CCAFS, SLC-41 | Atlas V (411) | Erfolg      |
| SBIRS-GEO 5 | USA 315  | 18. Mai 2021    | CCSFS, SLC-41 | Atlas V (421) | Erfolg      |
| SBIRS-GEO 6 | USA 336  | 4. August 2022  | CCSFS, SLC-41 | Atlas V (421) | Erfolg      |

### SBIRS-HEO
SBIRS-HEO besteht im Gegensatz zu GEO aus einem Sensorenpaket, das als zusätzliche Nutzlast auf einem Militärsatelliten des Typs Trumpet montiert ist, der sich auf einer hochelliptischen Umlaufbahn befindet. Diese Satelliten sind entweder Kommunikationssatelliten des Satellite Data Systems oder ELINT-Aufklärungsatelliten.
Hauptauftragnehmer für die Sensoren ist wie bei GEO ebenfalls Lockheed Martin in Zusammenarbeit mit Northrop Grumman (vormals TRW) als größtem Unterauftragnehmer.
Die HEO 1 und 2 Nutzlasten sind beide fertiggestellt und an die US Air Force übergeben worden. HEO 1 wurde Mitte 2006 an Bord der geheimen NROL-22-Mission ins All geschossen und liefert seitdem gute Resultate. Der Muttersatellit für HEO 2 ist USA 200, was indirekt durch eine Mitteilung über die erfolgreichen Tests der zweiten SBIRS-HEO-Nutzlast bestätigt wurde. Aufgrund der guten Erfahrungen mit der ersten Nutzlast wurden 2007 zwei weitere HEO-Nutzlasten genehmigt.
| Mission     | USA-Bez. | NROL-Bez. | Datum              | Startort     | Trägerrakete     | Bemerkung |
| ----------- | -------- | --------- | ------------------ | ------------ | ---------------- | --------- |
| SBIRS-HEO 1 | USA 184  | NROL-22   | 28. Juni 2006      | VAFB, SLC-6  | Delta-IVM+ (4,2) | Erfolg    |
| SBIRS-HEO 2 | USA 200  | NROL-28   | 13. März 2008      | VAFB, SLC-3E | Atlas V (411)    | Erfolg    |
| SBIRS-HEO 3 | USA 259  | NROL-35   | 13. Dezember 2014  | VAFB, SLC-3E | Atlas V (541)    | Erfolg    |
| SBIRS-HEO 4 | USA 278  | NROL-42   | 24. September 2017 | VAFB, SLC-3E | Atlas V (541)    | Erfolg    |

## SBIRS-Low

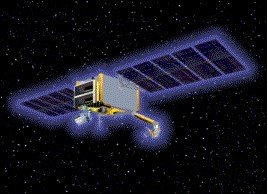
SBIRS-Low Satellit

SBIRS-Low war eine Komponente, die das SBIRS-System mit 24 Beobachtungssatelliten in polaren, niedrigen Umlaufbahnen ergänzen sollte, um eine dichtere räumliche Abdeckung auch in den Polargebieten zu gewährleisten.
Nach mehreren Umstrukturierungen wird das SBIRS-Low-Programm nun unter der Bezeichnung Space Tracking and Surveillance System (STSS) von der Missile Defense Agency weitergeführt. Als STSS-ATRR (Space Tracking and Surveillance System - Advanced Technology Risk Reduction) wird der vorher als STSS Block 2010 Risk Reduction Satellit bezeichnet, der alternative Technologien erproben soll. Der Satellit (auch als USA 205 bezeichnet) wurde am 5. Mai 2009 mit einer Delta-II Rakete von Vandenberg aus gestartet. Zwei weitere Satelliten, die ursprünglich für das SBIRS-LEO-Programm gebaut wurden, STSS Demo 1 und STSS Demo 2, wurden am 25. September 2009 ins All gebracht.